# Etapa do Rio de Janeiro da Stock Car Brasil de 2009
A Etapa do Rio de Janeiro de 2009 foi a sétima corrida da temporada de 2009 da Stock Car Brasil. O público foi de 42 mil pessoas.[carece de fontes?] O vencendor da prova foi o piloto Daniel Serra.

## Corrida
| Pos | Nº | Piloto             | Equipe               | Voltas | Tempo/Aband. | Grid | Pontos |
| --- | -- | ------------------ | -------------------- | ------ | ------------ | ---- | ------ |
| 1   | 29 | Daniel Serra       | Red Bull-WA Mattheis | 31     | 44min27s171  |      | 25     |
| 2   | 0  | Cacá Bueno         | Red Bull-WA Mattheis | 31     | a 1s360      |      | 20     |
| 3   | 90 | Ricardo Mauricio   | RC Competições       | 31     | a 3s383      |      | 16     |
| 4   | 51 | Átila Abreu        | AMG Motorsport       | 31     | a 9s982      |      | 14     |
| 5   | 80 | Marcos Gomes       | Action Power         | 31     | a 11s476     |      | 12     |
| 6   | 99 | Xandinho Negrão    | A.Mattheis           | 31     | a 15s613     |      | 10     |
| 7   | 21 | Thiago Camilo      | Vogel Motorsport     | 31     | a 15s950     |      | 9      |
| 8   | 77 | Valdeno Brito      | RCM Motorsport       | 31     | a 16s363     |      | 8      |
| 9   | 65 | Max Wilson         | RC Competições       | 31     | 16s904       |      | 7      |
| 10  | 10 | Ricardo Zonta      | RZ Racing            | 31     | a 28s558     |      | 6      |
| 11  | 11 | Nonô Figueiredo    | Officer              | 31     | a 31s727     |      | 5      |
| 12  | 23 | Duda Pamplona      | Officer              | 31     | a 35s250     |      | 4      |
| 13  | 14 | Luciano Burti      | Boettger             | 31     | a 36s679     |      | 3      |
| 14  | 55 | Paulo Salustiano   | Vogel Motorsport     | 31     | a 38s347     |      | 2      |
| 15  | 35 | David Muffato      | RC3 Bassani          | 31     | a 44s940     |      | 1      |
| 16  | 33 | Felipe Maluhy      | Avallone             | 31     | a 46s139     |      |        |
| 17  | 15 | Antonio Jorge Neto | RC3 Bassani          | 31     | a 46s712     |      |        |
| 18  | 6  | Alceu Feldmann     | Boettger             | 31     | a 50s809     |      |        |
| 19  | 3  | Chico Serra        | Avallone             | 31     | a 58s398     |      |        |
| 20  | 74 | Popó Bueno         | Hot Car              | 31     | a 1min10s873 |      |        |
| 21  | 31 | Willian Starostik  | A.Mattheis           | 31     | a 1min20s823 |      |        |
| 22  | 7  | Thiago Marques     | JF Racing            | 30     | a 1 volta    |      |        |
| 23  | 63 | Lico Kaesemodel    | AMG Motorsport       | 30     | a 1 volta    |      |        |
| 24  |    | Guto Negrão        | Full Time            | 30     | a 1 volta    |      |        |